# On (EP)
On es un EP  del productor irlandés de música electrónica Richard D. James, bajo su alias Aphex Twin. Fue publicado el 15 de noviembre de 1993 por Warp Records. On Remixes, que incluye remixes del propio James, Reload y µ-Ziq, fue publicado en la misma fecha.
Publicado tras su álbum Selected Ambient Works 85–92 y justo antes de su continuación, Selected Ambient Works Volume II, On suele describirse como ambient techno a pesar de la presencia de duros y ásperos beats en su tema principal. El título "On" solo es mencionado una vez: en la lista de canciones del EP On.

## Lista de canciones

### On
1. "On" – 7:03
2. "73-Yips" – 4:14
3. "D-Scape" – 6:54
4. "Xepha" – 5:42

### On Remixes
1. "On (D-Scape Mix)" – 10:40
2. "On (Reload Mix)" – 7:06
3. "On (µ-Ziq Mix)" – 8:43
4. "On (28 Mix)" – 6:47